# 龐萌
龐萌（？—30年），兗州山陽郡人，新朝至东漢時代初期武将。

## 生平
开始他属于綠林軍系的下江軍。更始元年（23年）、劉玄即位为更始帝，龐萌被任命为冀州牧，归属尚書令謝躬，随破虜将軍劉秀討伐河北王郎。更始二年（24年），劉秀誅殺謝躬，龐萌降伏劉秀属下。
建武元年（25年）6月，劉秀即位为光武帝，任命龐萌为侍中。龐萌謙遜温順，受光武帝信任、寵愛。光武帝说：“可以托六尺之孤，寄百里之命者，庞萌是也。”，其後，任命龐萌为平狄将軍。
建武4年（28年）7月，梁王劉紆陣营下董憲部将賁休，献上蘭陵（東海郡）归順东漢。董憲兴兵想奪回蘭陵，光武帝命龐萌、蓋延救援賁休。董憲击败龐萌、蓋延，結果，蘭陵被董憲奪回。
龐萌任務失敗，龐萌蓋延之間开始有不稳气氛。光武帝下詔给蓋延，而不给龐萌。龐萌以为蓋延光武帝进谗言，开始疑惑。建武5年（29年）3月，龐萌殺害楚郡太守孫萌，袭破盖延，归附劉紆陣营。
听说龐萌的反逆，光武帝大怒，罵龐萌老賊。亲率諸将追討。龐萌受梁軍蘇茂支援包围桃城（東平郡），光武帝軍撃破之，龐萌随董憲在山東转战，吴漢率漢軍猛攻，龐萌敗北。建武6年（30年）2月，吴漢攻下董憲的朐（東海郡），追龐萌、董憲至方與（東海郡），吴汉校尉韩湛斩殺董憲、方与人黔陵斩龐萌，送首級至洛陽。

## 延伸阅读
[在维基数据编辑]
 《後漢書·卷12》，出自范晔《後漢書》